# Aplastus convexicollis
Aplastus convexicollis là một loài bọ cánh cứng trong họ Cebrionidae. Loài này được LeConte miêu tả khoa học năm 1866.